# Tatort: Die Wahrheit stirbt zuerst
Die Wahrheit stirbt zuerst ist eine Folge der deutschen Fernsehkrimireihe Tatort aus dem Jahr 2013. Der Film des Mitteldeutschen Rundfunks mit den Kriminalhauptkommissaren Eva Saalfeld (Simone Thomalla) und Andreas Keppler (Martin Wuttke) als Leipziger Ermittler wurde am Sonntag, 16. Juni 2013, erstmals im Ersten ausgestrahlt. Es handelt sich um die Tatort-Folge 877. In ihrem 17. gemeinsamen Fall haben Saalfeld und Keppler es mit dem Mord an einem Kind zu tun.

## Handlung
In einem Boot am Ufer eines Sees wird die Leiche der siebenjährigen Amelie Albrecht, aufgebahrt wie zu einer Beerdigung, aufgefunden. Als erster Verdächtiger gilt ihr Vater Peter. Beide sollten eigentlich am Tage zuvor von einer mehrtägigen Urlaubsreise an die Ostsee nach Leipzig zurückkehren. Den letzten telefonischen Kontakt zu den beiden hatte Amelies Mutter Paula, die von ihrem Mann getrennt lebt und daher daheimgeblieben war. Das Mädchen, das unter Asthmaanfällen litt, habe während des Gesprächs einen solchen gehabt.
Keppler und Saalfeld lassen per Funkortung den aktuellen Standort des Handys des Vaters ermitteln. Sie entdecken ihn, nicht allzu weit von dem See entfernt, im Sterben liegend, denn er hatte sich die Pulsadern aufgeschnitten. In einer dramatischen Aktion, bei der Saalfeld noch während des Transportes in die Klinik Blut spendet, wird Albrecht gerettet und kommt auch bald wieder zu Kräften.
Zwischenzeitlich liefert Gerichtsmediziner Reichau die Ergebnisse der Obduktion: Das Mädchen sei durch den Asthmaanfall geschwächt gewesen, gestorben sei sie aber, weil sie erstickt wurde. Als Tatwaffe sei schwarzer Fleecestoff, wie er etwa für einen Pullover oder einen Schal verwendet werde, anzunehmen. Reste von Asthmaspray seien sowohl in der Lunge, vor allem aber im Rachenraum zu finden, was bedeute, dass es dem Mädchen noch nach ihrem Tode verabreicht worden sein muss.
Bei einem Ortstermin in der Wohnung des Vaters erläutert dieser, er habe nicht ausreichend Asthmaspray für seine Tochter auf die Reise mitgenommen und konnte daher auch nicht helfend eingreifen, als sie kurz vor der Ankunft in Leipzig einen Erstickungsanfall erlitt. Bei sich zu Hause angekommen habe er das Mädchen, geschwächt, aber noch lebend, im Auto zurückgelassen und sei in seine Wohnung gelaufen, um eine volle Flasche Spray zu holen. Als er zurückgekommen sei, habe er gesehen, dass Amelie tot gewesen sei. Er habe sie zu dem See gebracht, weil er in dem nahegelegenen Ausflugslokal seine Frau kennengelernt habe. Den Suizidversuch habe er begangen, weil er sich für den Tod seiner Tochter verantwortlich fühlte.
Albrecht lebt in einem Haus auf dem Werksgelände von Johannes Bittner, auf dem dieser Navigationsgeräte herstellt und vertreibt. Bittner ist der neue Lebensgefährte von Albrechts Frau und er hat ihm auch eine Anstellung als Pförtner in der Firma besorgt. Keppler nutzt die Gelegenheit zu einem Abstecher in die Werkshalle und stößt dort auf Amelies Handy. Den Fund kann sich der damit konfrontierte Bittner nicht erklären. Er gesteht aber ein, an dem entsprechenden Abend in der Halle gewesen zu sein, um eine Warenlieferung nach Ägypten zum Versand fertig zu machen. Er selbst müsse ebenfalls dorthin fliegen, um die Ware in Empfang zu nehmen.
Mittlerweile stören die Aktivitäten der Kommissare die Ermittlungen von Linda Groner und ihrem Techniker David Roth vom Bundeskriminalamt. Groner und Keppler kennen sich aus der Zeit, als dieser ebenfalls noch beim BKA war. Beide verbindet eine Beziehung, die, zumindest damals, über den dienstlichen Bereich hinausging. Groner versucht zunächst erfolglos, mit Keppler privat Kontakt aufzunehmen, und schlägt dann den Dienstweg ein.
Groner und Roth führen eine Ermittlung gegen Bittner durch, in deren Rahmen dessen Haus und Firma heimlich mit Videogeräten ausgestattet wurden. Nach Angaben von Groner stehe Bittner im Verdacht, Navigationsgeräte so weit aufzurüsten, dass sie auch für die Verwendung in Kriegsraketen verwendet werden können. Über Ägypten sollen sie in den Sudan verbracht werden, was gegen Exportbestimmungen verstoße. Es existiere zwar ein Video, das zeige, dass Bittner in der Nacht einen schwarzen Fleecepulli angehabt habe, eine Verhaftung Bittners wegen Fluchtgefahr komme aber nicht in Frage, da die eigenen Ermittlungen keinesfalls gestört werden dürften. Nach seiner Rückkehr aus Kairo könne Bittner dann verhaftet werden, bis dahin aber hätten Saalfeld und Keppler weitere Aktivitäten in dem Fall einzustellen. Der zwischenzeitlich in Untersuchungshaft verbrachte Vater müsse auch vorläufig dort verbleiben.
Keppler und Saalfeld sind mit der Vorgehensweise zwar nicht einverstanden, beugen sich aber den Vorgaben Groners. Nachdem Albrecht in seiner Zelle aber einen weiteren Selbstmordversuch unternahm, sind sie nicht mehr bereit, bei dem Spiel mitzumachen. Sie suchen Bittner unmittelbar vor dessen Abfahrt zum Flughafen in seinem Haus auf und nehmen ihn zum Verhör mit auf das Polizeirevier. Zunächst bestreitet er, irgendetwas mit der Sache zu tun zu haben. Nachdem Kriminaltechniker Menzel jedoch nachweisen kann, dass auf einer Muschelkette, die Amelie als Andenken von der Ostsee mitgebracht hatte, neben ihren eigenen und denen des Vaters auch noch DNA von Bittner vorhanden sind, gibt dieser zu, er habe das Mädchen in seiner Halle tot hinter einem Container gefunden. Anschließend habe er sie in Albrechts Auto, das vor der Halle stand, gelegt. Einen Fleecepulli habe er aber nicht getragen.
Eine weitergehende Befragung wird von der hinzugekommenen Groner und Staatsanwalt Diekmann unterbunden. Die beiden Kommissare werden aufgrund ihres eigenmächtigen Vorgehens vom Dienst suspendiert. Sie erkennen, dass sie ohne das ominöse Überwachungsvideo nicht mehr weiterkommen. Gemeinsam mit Menzel überrumpeln sie den vor dem Hause Bittners in seinem Transporter postierten Roth. Anstelle des Videos fällt Keppler aber ein schwarzer Fleecepulli in die Hand. Damit konfrontiert bedroht Roth die drei anderen mit seiner Pistole, erklärt aber gleichzeitig den tatsächlichen Ablauf. An dem Abend sei die Überwachungstechnik ausgefallen. Um aber trotzdem eine lückenlose Überwachung sicherzustellen, habe er sich persönlich in der Halle versteckt. Als Amelie aufgetaucht sei, habe sie ihn gesehen, aber gleichzeitig angefangen zu husten. Um nicht entdeckt zu werden, habe er ihr daraufhin den Mund zugehalten, und daran sei sie erstickt.
Die mittlerweile ebenfalls eingetroffene Groner entwaffnet Roth. Sie gesteht ein, dass sie die Existenz des Videos erfunden habe. Sie habe sich dabei auf die Aussage Roths verlassen, dass wohl Bittner das Mädchen ermordet habe.

## Hintergrund
Die Dreharbeiten zu dieser Tatort-Folge mussten im Oktober 2012 unterbrochen werden, nachdem sich Martin Wuttke bei einer Theateraufführung einen Wadenbeinbruch zugezogen hatte. Sie wurden im Februar 2013 wieder aufgenommen. Daher herrschen in vielen Szenen des im Sommer ausgestrahlten Films winterliche Wetterbedingungen.

## Rezeption

### Kritiken
„Der ‚Tatort‘ aus Leipzig beginnt wie eine Familientragödie, verabschiedet sich dann jedoch aus dem Bereich des Überschaubaren. Das ist aber nicht das Einzige, woran die Episode krankt: Die Geschichte wirkt konstruiert und die Handlung wird nicht gerade subtil vorangetrieben.“

„‚Tatort: Die Wahrheit stirbt zuerst‘ von Miguel Alexandre beginnt als beklemmendes Familiendrama und zieht einen schnell in den Bann, verliert aber mit zunehmender Dauer an Dichte und verläuft sich im üblichen Themenwirrwarr um legal-illegalen Technologietransfer in Kriegsgebiete und im Kompetenzgerangel zwischen BKA und den Kommissaren vor Ort. Top besetzt, stimmungsvoll gefilmt – entscheidender Schwachpunkt: das Drehbuch!“

### Einschaltquoten
Die Erstausstrahlung von Die Wahrheit stirbt zuerst am 16. Juni 2013 wurde in Deutschland von 8,11 Millionen Zuschauern gesehen und erreichte einen Marktanteil von 26,0 % für Das Erste.